# Francesco Conforti
Giovanni Francesco Conforti (Calvanico, 7 gennaio 1743 – Napoli, 7 dicembre 1799) è stato un presbitero, teologo, giurista, e storico italiano, martire della Repubblica Napoletana del 1799.

## Biografia
Ordinato sacerdote, giureconsulto molto competente in materie civili ed ecclesiastiche, nel 1771 si trasferì a Napoli e pubblicò in latino un testo di teologia dedicato a Bernardo Tanucci (il ministro del Regno di Napoli teorico della superiorità dello Stato sulla Chiesa). La difesa dei diritti della Corona nelle questioni con la Santa Sede fu apprezzata dal governo, per cui Conforti venne nominato "teologo di corte, regio censore per la revisione dei libri stranieri", e professore di storia all'università di Napoli.
Nel 1780 pubblicò il suo più importante lavoro di diritto ecclesiastico, il saggio, noto come Antigrozio, sul De imperio summarum potestatum circa sacra di Ugo Grozio, pubblicato assieme al commento del "De jure plebis in regimine ecclesiastico" di David Blondel.
Il cambiamento politico nel Regno di Napoli, conseguente alla Rivoluzione francese, comportò fra l'altro la destituzione del ministro degli Affari ecclesiastici Carlo de Marco, continuatore della politica del Tanucci, e l'abbandono della politica anticurialista della Corona. Nel 1796 Francesco Conforti venne addirittura imprigionato e privato dei suoi uffici con l'accusa di eccessiva liberalità come censore; venne liberato poco prima dell'invasione francese (23 gennaio 1799, 4 piovoso del nuovo calendario). Nella Repubblica Partenopea Francesco Conforti fu rappresentante del popolo e preposto al ministero degli interni, carica nella quale il 25 febbraio 1799 venne sostituito da Vincenzo De Filippis. In seguito alla restaurazione e alla reazione borbonica nel 1799, fu di nuovo arrestato e condannato al patibolo.